# Portugal op de Olympische Zomerspelen 1932
Portugal nam deel aan de Olympische Zomerspelen 1932 in Los Angeles, Verenigde Staten. Er namen zes sporters deel, een laagterecord sinds 1912. Er werden geen medailles gewonnen.

## Deelnemers en resultaten

### Atletiek
| Olympiër          | Onderdeel | Resultaat | Prestatie             |
| ----------------- | --------- | --------- | --------------------- |
| António Sarsfield | 100m (m)  | 28e       | serie 1: 5de in 11,5  |
| António Sarsfield | 200m (m)  | DNS       | serie 3: niet gestart |

### Moderne vijfkamp
| Olympiër             | Onderdeel       | Resultaat | Prestatie |
| -------------------- | --------------- | --------- | --- |
| Sebastião de Herédia | individueel (m) | 23e       | paardensport: 22ste in 25.12,0 schietsport: 17de met 18 overwinningen schietsport: 24ste met 130 punten zwemmen: 20ste in 6.17,4 atletiek: 23ste in 20.15,6 totaal: 106 punten |
| Rafael de Sousa      | individueel (m) | 22e       | paardensport: 21ste in 17.45,0 schietsport: 23ste met 10 overwinningen schietsport: 17de met 176 punten zwemmen: 21ste in 6.42,1 atletiek: 20ste in 19.09,0 totaal: 102 punten |

### Schietsport
| Olympiër                             | Onderdeel               | Resultaat | Prestatie  |
| ------------------------------------ | ----------------------- | --------- | ---------- |
| José Maria Soares de Andrea Ferreira | 50m geweer liggend (m)  | 23e       | 279 punten |
| Manuel da Silva Guerra               | 50m geweer liggend (m)  | 20e       | 282 punten |
| Francisco António Real               | 50m geweer liggend (m)  | 5e        | 292 punten |
| José Maria Soares de Andrea Ferreira | 25m snelvuurpistool (m) | 7e        | 29 punten  |
| Rafael Afonso de Sousa               | 25m snelvuurpistool (m) | 9e        | 29 punten  |

## Officials
- César de Melo (chef de mission)
- Francisco António Real (schieten)

Argentinië · Australië · België · Brazilië · Brits-Indië · Canada · Colombia · Denemarken · Duitsland · Estland · Filipijnen · Finland · Frankrijk · Griekenland · Groot-Brittannië · Haïti · Hongarije · Ierland · Italië · Japan · Joegoslavië · Letland · Mexico · Nederland · Nieuw-Zeeland · Noorwegen · Oostenrijk · Polen · Portugal · Republiek China · Spanje · Tsjecho-Slowakije · Uruguay · Verenigde Staten · Zuid-Afrika · Zweden · Zwitserland